# Le Titre
Le Titre är en kommun i departementet Somme i regionen Hauts-de-France i norra Frankrike. Kommunen ligger i kantonen Nouvion som tillhör arrondissementet Abbeville. År 2022 hade Le Titre 339 invånare.

## Befolkningsutveckling
Antalet invånare i kommunen Le Titre
| Referens: INSEE |